# Cchao Jüan
Cchao Jüan (čínsky pchin-jinem Cáo Yuán, znaky 曹缘; * 7. února 1995 Čchang-ša) je čínský skokan do vody, majitel čtyř zlatých olympijských medailí a pětinásobný vítěz Světového poháru. Měří 167 cm a váží 62 kg. Skokům se věnuje od pěti let.
V roce 2010 se stal poprvé mistrem Číny, když jako první v historii provedl v soutěži skok 5156B s koeficientem obtížnosti 3,8. Téhož roku vyhrál Asijské hry ve skoku z desetimetrové věže. Na Letních olympijských hrách 2012 získal společně s Čang Jen-čchüanem zlatou medaili v synchronizovaných skocích z věže. Na Asijských hrách 2014 získal dvě zlaté medaile – na třímetrovém prkně jednotlivců a synchronizovaných skocích z prkna. V tomto roce se také stal ve Windsoru prvním skokanem v historii, který vyhrál tři disciplíny na jedné akci FINA Diving World Series. V roce 2015 vyhrál na mistrovství světa v plavání spolu s Čchin Kchajem synchronizované skoky z prkna. 
Na olympiádě v roce 2016 vybojoval zlato v soutěži jednotlivců a bronz v synchronizovaných skocích. V roce 2018 zvítězili Cchao Jüan a Sie S'-i na Asijských hrách v Indonésii. Na světovém šampionátu v roce 2019 Cchao Jüan vyhrál obě soutěže v synchronizovaných skocích a byl druhý ve skoku jednotlivců z prkna. Na tokijské olympiádě získal zlato v individuálních skocích z věže a s Čchen Aj-senem byl druhý ve skocích dvojic z věže. Roku 2022 se stal znovu mistrem světa v synchronizovaných skocích z prkna. V roce 2024 se na olympijských hrách v Paříži stal druhým člověkem po Gregu Louganisovi, který dokázal obhájit titul ve skocích z desetimetrové věže. Na mistrovství světa v Singapuru v roce 2025 byl členem vítězného smíšeného skokanského družstva Čínské lidové republiky.
Organizace World Aquatics ho v letech 2014 a 2018 vyhlásila nejlepším světovým skokanem do vody.